# Монтано, Марио Туллио
Марио Туллио Монтано (итал. Mario Tullio Montano; 7 февраля 1944 — 27 июля 2017) — итальянский фехтовальщик-саблист, олимпийский чемпион, призёр чемпионатов мира. Представитель знаменитой семьи Монтано из Ливорно: брат Карло Монтано и Томмазо Монтано, двоюродный брат Марио Альдо Монтано, племянник Альдо Монтано-старшего и дядя Альдо Монтано-младшего.

## Биография
Родился в 1944 году в Ливорно. В 1971 году стал бронзовым призёром чемпионата мира. В 1972 году стал чемпионом Олимпийских игр в Мюнхене. В 1973 и 1974 годах становился бронзовым призёром чемпионата мира. В 1976 году завоевал серебряную медаль Олимпийских игр в Монреале.